# Aleksandr Gálich
Aleksandr Arkádievich Gálich (en ruso: Александр Аркадьевич Галич) nacido Aleksandr Arónovich Ginzburg (en ruso: Александр Аронович Гинзбург; Yekaterinoslav, 19 de octubre de 1918 - París, 15 de diciembre de 1977) fue un poeta, guionista, dramaturgo, cantautor y disidente soviético.

## Biografía
Gálich es un seudónimo, una abreviatura de su apellido, nombre y patronímico: Ginzburg Aleksandr Arkádievich'. Nació el 19 de octubre de 1918 en Ekaterinoslav (actual Dnipró en Ucrania), en el seno de una familia de intelectuales judíos. Su padre, Arón Samóilovich Ginzburg, era economista, y su madre, Fanni Borísovna Veksler, trabajaba en un conservatorio de música. Durante la mayor parte de su infancia vivió en Sebastopol. Antes de la Segunda Guerra Mundial, ingresó en el Instituto de Literatura Maksim Gorki, después pasó al Estudio Operístico-Dramático de Konstantín Stanislavski y, más tarde, al Estudio-Teatro del dramaturgo Alekséi Arbúzov y del director de teatro Valentín Plúchek (en 1939).
Escribió obras de teatro y guiones, y a finales de la década de 1950 empezó a escribir canciones y a cantarlas acompañándose con su guitarra. Influido por la tradición romántica de la ciudad rusa y el arte de Aleksandr Vertinski, Gálich desarrolló su propia voz dentro del género. Prácticamente él solo creó el género de la "canción de bardo" (en). Muchas de sus canciones hablaban de la Segunda Guerra Mundial y de la vida de los prisioneros de los campos de concentración, temas que Vladímir Vysotski también empezó a tratar en la misma época. Se hicieron populares entre el público y se difundieron a través de cintas magnetofónicas.
Sus primeras canciones, aunque bastante inocentes desde el punto de vista político, desentonaban claramente con la estética oficial soviética. Marcaron un punto de inflexión en la vida creativa de Gálich, ya que antes de esto era un hombre de letras soviético de bastante éxito. Este giro también fue provocado por el estreno abortado de su obra Matrósskaya Tishiná, escrita para el recién inaugurado Teatro Sovreménnik. La obra, ya ensayada, fue prohibida por los censores, que alegaron que el autor tenía una visión distorsionada del papel de los judíos en la Gran Guerra Patria. Este incidente fue descrito posteriormente por Gálich en la novela corta (póvest) autobiográfica Generálnaya Repetítsiya (Ensayo general).
Las críticas cada vez más agudas de Gálich al régimen soviético en su música le causaron muchos problemas. Tras su creación en 1970, el Comité de Derechos Humanos en la URSS disidente incluyó a Gálich como miembro honorario. En 1971, fue expulsado de la Unión de Escritores Soviéticos, a la que se había afiliado en 1955. En 1972, fue expulsado de la Unión de Cinematografistas. Ese año fue bautizado en la Iglesia ortodoxa rusa por Aleksandr Men.
Gálich se vio obligado a emigrar de la Unión Soviética en 1974. Al principio vivió un año en Noruega, donde realizó sus primeras grabaciones fuera de la URSS. Éstas fueron emitidas por él mismo en Radio Liberty. Sus canciones críticas con el gobierno soviético se hicieron muy populares en la escena underground de la URSS. Más tarde se traslada a Múnich y finalmente a París.
La noche del 15 de diciembre de 1977, su mujer lo encontró muerto, agarrando una antena de grabación estéreo Grundig conectada a un enchufe. Aunque se declaró que su muerte había sido un accidente, nadie fue testigo de las circunstancias exactas de su muerte. Los resultados de la investigación oficial no fueron dados a conocer públicamente por la policía francesa.
Según su hija Aliona Gálich-Arjánguelskaya, Gálich fue asesinado por el KGB. El periodista y agente del KGB Leonid Kólosov afirmó que el presidente del KGB, Yuri Andrópov, autorizó personalmente una misión para traer a Gálich de vuelta a la URSS, prometiéndole la restauración de la ciudadanía y la libertad artística. Pero se desconoce si los agentes del KGB le hicieron alguna vez tal oferta. 
En 1988, fue readmitido a título póstumo en los Sindicatos de Guionistas y Cinematografistas. En 2003, se colocó la primera placa conmemorativa de Gálich en un edificio de Akademgorodok (Novosibirsk) donde actuó en 1968. Ese mismo año se fundó la Sociedad Conmemorativa Aleksandr Gálich.

## Música
Aleksandr Gálich, como la mayoría de los bardos, tenía una formación musical mínima. Tocaba sus canciones con una guitarra rusa de siete cuerdas, bastante común en la época. A menudo escribía en la tonalidad de re menor, basándose en progresiones de acordes muy sencillas y técnicas de digitación. También tenía conocimientos básicos de piano.
Gálich tenía una cadencia característica que solía tocar al final de una canción (y a veces al principio). Tocaba el acorde de Re menor hacia la parte superior del diapasón (posición del traste 0XX0233, de la cuerda más gruesa a la más delgada, afinación en Sol abierto), y luego se deslizaba por el diapasón hacia un Re menor de voz más aguda (0 X X 0 10 10 12).

## Discografía
- "A whispered cry" - cantada en ruso por Aleksandr Gálich. Grabado en 1974 en The Arne Bendiksen Studios, Oslo, Noruega.(1974)
- "Canciones inéditas de bardos rusos" Producido por Hed-arzi ltd., Israel (1974)
- "Galich in Israel - Holocaust Songs Russian" (Versión concierto en directo, 1975). Estudios "GALTON". Fabricado por Gal-Ron (Israel).
- Aleksandr Galich - Cheerful Talk" (versión concierto en directo, 1975). Estudios "GALTON" (Ramat-Gan), 220390, STEREO 5838. Fabricado por Gal-Ron (Israel).
- "Aleksandr Galich - La risa a través de las lágrimas". Fortuna, Made in USA (1981-?)
- Grabaciones de audio de Galich leyendo su poesía, 2000